# Азартні ігри в Каліфорнії
Легальні форми азартних ігор в американському штаті Каліфорнія включають картярські зали, індіанські казино, лотерею штату Каліфорнія, тоталізатори зі ставками на перегони, та благодійні ігри. Комерційні ігри в форматі казино заборонені.

## Картярські зали
Ліцензовані картярські зали можуть пропонувати дозволені види ігор, де гравці змагаються один проти одного (а не проти ігрового дому), наприклад, у покер. Станом на 2019 рік, у штаті працювало 66 таких залів (і ще 21 ліцензований, але закритий). З 1995 року діє мораторій на відкриття нових залів. 2018 року, після податків, галузь отримала 850 млн $ доходу.
Картярські ігри без банку, такі як покер, завжди були законними в штаті. Кримінальний кодекс Каліфорнії, введений в 1872 року, забороняв кілька ігор, а також всі ігри з банком, але не забороняв покер. Картярські зали також працюють з небанківськими версіями ігор, таких як Pai Gow Poker, де гравці можуть по черзі бути дилером проти інших гравців. Нормативні акти були прийняті 1984 року, а 1997 року прийнято Закон про контроль за азартними іграми, який створив Каліфорнійську комісію з контролю за азартними іграми для регулювання гральних залів Каліфорнії.

## Благодійні ігри
Некомерційні організації можуть проводити ігри в бінго, розіграші лотерей та покерні вечори. Організації обмежуються однією покерною ніччю на рік.
1976 року вибори затвердили конституційну поправку, що дозволяє округам та містам легалізувати благодійне бінго. Поправка, яка дозволила проводити благодійні розіграші, прийнята 2000 року, а законодавчий акт, що вводить чинність, набув чинності 2001-го. Законодавство, що дозволяє збір коштів на покерні вечори, набрало чинності 2007 року.

## Ставки на перегони
Робити ставки на скачки дозволяється на іподромах і через інтернет на сайтах операторів. По всьому штату є 27 закладів для розміщення віддалених ставок, більшість знаходяться на виставкових майданчиках округів, картярських залах та у племінних казино. Перегони та ставки регулюються Каліфорнійським комітетом з перегонів. Станом на 2018 рік, річна сума виплат на каліфорнійських перегонах становила 3,2 млрд $, при цьому 662 млн $ залишались як прибутки.
Ставки на перегони легалізовані референдумом виборців у 1933 р. Віддалені ставки вперше легалізовані 1985 року, а 2008 року було надано дозвіл для приватних закладів. Авансовий внесок на депозити став законним у 2002 році.

## Індіанські ігри
Федерально визнані племена можуть управляти казино відповідно до федерального закону про регулювання ігор в племенах. Станом на 2019 рік, в штаті діяло 63 казино, якими керували 61 плем'я. Галузь приносить 8 млрд $ щорічного доходу. Згідно з укладеними з державою договорами про племінні ігри, племена з більшими казино ділять частину своїх доходів із племенами, що їх не мають.

## Лотерея
Лотерея штату Каліфорнія пропонує ігрові картки та ігри на розіграші, включаючи багатодержавні ігри Powerball та Mega Millions.
Лотерея була затверджена референдумом виборців 1984 року, а перші квитки були продані в 1985 році.